# Octave Dierckx
Octave Victor Anna Dierckx (Antwerpen, 15 oktober 1882  - Ukkel, 21 maart 1955) was een Belgisch liberaal politicus.

## Levensloop
Hij begon zijn schoolcarrière in 1882 in het Petit Collège Saint Stanislas, bij De Dames te Antwerpen. Dierckx was doctor in de rechten en werd beroepshalve advocaat.
Hij werd politiek actief voor de Liberale Partij en werd voor deze partij in 1920 verkozen tot gemeenteraadslid van Elsene. Van 1925 tot 1929 was hij eveneens provincieraadslid van Brabant.
Van 1929 tot 1955 zetelde hij bovendien voor het arrondissement Brussel in de Belgische Senaat. Hij kende daarnaast ook een ministeriële loopbaan: van juni tot november 1934 was hij minister van Vervoer en PTT, van 1937 tot 1938 was hij minister van Binnenlandse Zaken, van 1938 tot 1939 minister van Openbaar Onderwijs en van 1949 tot 1950 minister Zonder Portefeuille.
Van 1933 tot 1934 was hij ook partijvoorzitter van de Liberale Partij. In 1945 werd hij benoemd tot minister van Staat.

## Bron
- VAN MOLLE, P., Het Belgisch Parlement 1894-1972, Antwerpen, 1972.